# Bambusa vinhphuensis
Bambusa vinhphuensis är en gräsart som beskrevs av To Quyen Nguyen. Bambusa vinhphuensis ingår i släktet Bambusa och familjen gräs.
Artens utbredningsområde är Vietnam. Inga underarter finns listade i Catalogue of Life.